# Maliseti
Maliseti è una frazione di oltre 6 000 abitanti del comune di Prato, al confine con il territorio comunale di Montemurlo.
Sorto lungo la direttrice Prato-Pistoia, l'odierna via Montalese, di impianto pressoché moderno, l'agglomerato si è decisamente sviluppato a partire dagli anni '60 e '70. Al suo interno coesistono zone miste industriali e residenziali. Il nucleo originario data alla fine del XII secolo, quando, nella zona dell'odierna Maliseti, sorgeva uno "spedale" per pellegrini e viandanti, nato per volere del benefattore Martino Maleseti. Il nome di Maleseti è rimasto pressoché inalterato nella toponomastica della frazione.
Nell'abitato di Maliseti è presente il penitenziario di Prato, detto della Dogaia, costruito negli anni '80.

## Monumenti e luoghi d'interesse
La parrocchia  è quella della chiesa di San Giovanni Battista, costruzione degli anni Settanta.
Nei dintorni del quartiere sorge l'area protetta del Monteferrato, importante complesso collinare ricchissimo di vegetazione mediterranea, già abitato durante il paleolitico e di notevole interesse dal punto di vista geologico. Le rocce presenti, di struttura ofiolitica, sono infatti costituite da magma eruttivo di intrusione, formato da minerali diversissimi, tra i quali il serpentino, noto come marmo verde di Figline (o di Prato). Il particolare tipo di roccia fa sì che sul Monteferrato vegetino esemplari unici di licheni.

## Sport
A Maliseti ha sede una società hockeystica, l'H.P. Maliseti, che gioca le sue partite in casa al PalaRogai e attualmente milita in Serie A2. Nel calcio, invece, conta sull'A.C. Maliseti, attualmente militante nel campionato di Promozione, con un florido settore giovanile, che in passato, dal 1985 al 1991, ha avuto come giocatore delle giovanili Ighli Vannucchi, ex fantasista dell'Empoli FC in Serie A e della Nazionale Olimpica di Calcio.

## Cultura
Le scuole presenti nel quartiere sono la scuola media "Don Bosco" e l'Istituto comprensivo "Claudio Puddu".